# Burg Regenstein

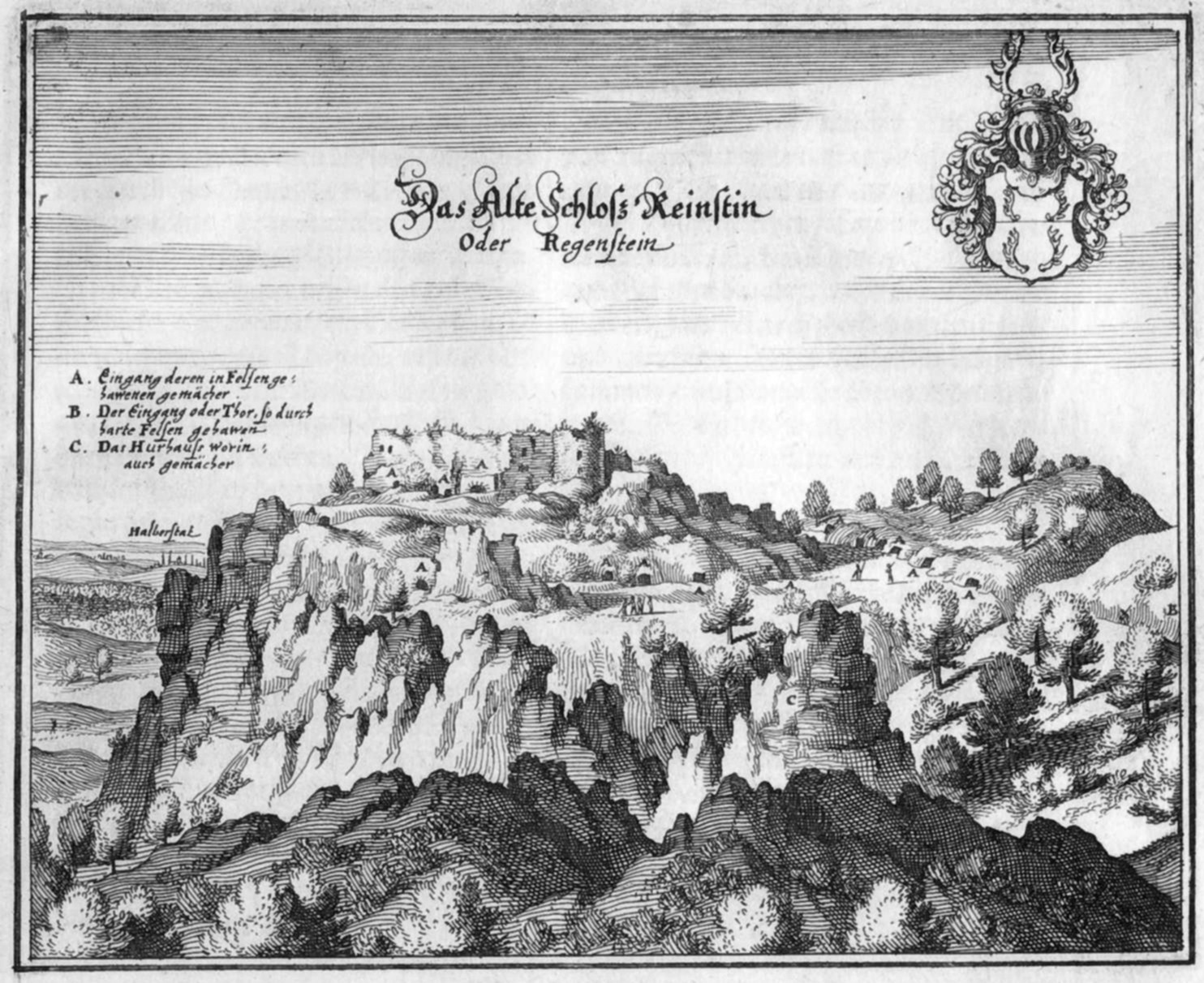
„Das Alte Schloß Reinstin Oder Regenstein“, Merian-Stich um 1654

Grundriss der Festung Regenstein (um 1750)

Die Burg Regenstein im nördlichen Harzvorland ist die Ruine einer mittelalterlichen Felsenburg bei Blankenburg im sachsen-anhaltischen Landkreis Harz. Sie liegt auf dem nordwestlichen höchsten Punkt des aus Sandstein bestehenden Regensteinmassivs auf einem ca. 293 m hohem Sandsteinfelsen dem Regenstein, der an drei Seiten steil abfällt.
Von der schwer einnehmbaren Burganlage aus dem Hochmittelalter sind nur noch Ruinen vorhanden. Erhalten sind einige in den Fels hineingehauene Räume und Reste des Bergfrieds. Die Ruine umgeben Reste der neuzeitlichen Festung, mit Schanzen und Bastionen verschiedener Eigentümer und Besitzer, darunter Preußen, Franzosen und örtliche Territorialherren.

## Geographische Lage
Die Burgruine befindet sich im Naturpark Harz/Sachsen-Anhalt, knapp 3 km nördlich von Blankenburg, rund 3,5 km ostsüdöstlich von Heimburg, 3,5 km von Langenstein sowie 15 km von der Kreisstadt Halberstadt im Waldgebiet Heers auf den Sandsteinfelsen des Regensteins (293,9 m ü. NHN), der steil aus dem Harzvorland aufragt. Auf topographischen Karten ist am Standort der einstigen Burg auf 289,4 m Höhe ein Vermessungspunkt verzeichnet.
Unterhalb der Ruine befinden sich die Regensteinmühle und die Sandhöhlen.

## Geschichte

### Burg der Regensteiner Grafen
Urkundlich wurde erstmals 1162 Konrad, der Sohn des Grafen Poppo I. von Blankenburg als Comes de Regenstein (Graf von Regenstein) namentlich erwähnt. Berühmt wurde die Burg vor allem durch den Grafen Albrecht II. von Regenstein (1310–1349), der in den 1330er Jahren häufig Streitigkeiten mit den Regierenden der umliegenden Städte, dem Bischof von Halberstadt und der Äbtissin von Quedlinburg, hatte. Romantisch verklärt wurden diese Geschichten in der Ballade Der Raubgraf von Gottfried August Bürger (vertont von Johann Philipp Kirnberger) sowie dem Roman Der Raubgraf von Julius Wolff.
Im 15. Jahrhundert zog die Regensteiner Grafenfamilie auf das Blankenburger Schloss. Die Burg verfiel und wurde zur Ruine. Der letzte männliche Nachfahre des adeligen Geschlechtes, Graf Johann Ernst von Regenstein, starb 1599.
Nach mehreren Besitzerwechseln wurde im Jahr 1643 Regenstein, das zuweilen Rheinstein oder Reinstein geschrieben wurde, von Erzherzog Leopold Wilhelm von Österreich in seiner Funktion als Bischof von Halberstadt dem niederbayerischen Grafen Wilhelm von Tattenbach als Lehen zugeteilt. Dieses Adelsgeschlecht nannte sich von da an „Graf von Reinstein-Tattenbach“. 1671 wurde Johann Erasmus Graf von Reinstein-Tattenbach in Österreich als Beteiligter an der Magnatenverschwörung enthauptet, im Zuge dessen konfiszierte Kurfürst Friedrich Wilhelm von Brandenburg die Grafschaft.

### Preußische Festung
Die Burganlage wurde ab 1671 von den Preußen, die auch die letzten Nutzer ihrer Wehrfunktion waren, zur Festung ausgebaut. Die ursprüngliche Burganlage nimmt nur einen kleinen Teil des dabei umbauten Areals ein. 1677 wurde die Festung zur Garnison. 1736 schlug ein Blitz in den Pulverturm ein und beschädigte die Festung stark. Die Außenlänge ihrer Umfassungsmauer wurde bis 1742 auf 1.200 m erweitert. Auch unter den Franzosen, denen die Festung am 12. September 1757 übergeben werden musste, wurde diese baulich erweitert. Die Preußen eroberten sie bereits fünf Monate später, am 12. Februar 1758, zurück und machten die Anlage unbrauchbar. Das Pulverlager, welches sich relativ weit oben befand, wurde dabei gesprengt. Von dieser Festung blieben nur die Kasematten, die Einbauten in den Fels und das restaurierte Eingangstor erhalten. Charakteristisch sind die vielen in den Fels getriebenen, höhlenartigen Räumlichkeiten, in denen sich heute eine Ausstellung von Bodenfunden aus dem Burgbereich befindet. Selbst die Pferdeställe waren in den Fels gehauen. Nach 1758 kamen die Weiden und Waldungen um den Regenstein an das preußische Amt Westerhausen. Nach der westphälischen Herrschaft (1807–1813, Kanton Halberstadt-Land) gehörte der Regenstein 1815–1945 als kleinste preußische Exklave zum Kreis Halberstadt.
Johann Wolfgang von Goethe besuchte gemeinsam mit dem Maler Georg Melchior Kraus den Regenstein am 11. September 1784 auf seiner dritten Harzreise, um geologische Studien zu betreiben. In der Goetheschen Gesteinssammlung erinnern zwei Zeichnungen und eine Gesteinsprobe an diesen Besuch.

## Brunnen
Aus dem Jahr 1671 und damit aus der frühen Festungszeit stammte der Burgbrunnen mit einer Tiefe von über 197 Metern. Damit führt das Bauwerk die Liste der tiefsten Burgbrunnen der Welt an.

„Das Wasser, das als sehr kühl, klar und wohlschmeckend gerühmt wird, wurde mittelst eines Rades emporgehoben, in welchem 3 Männer gingen und dessen Welle 3½ Fuß im Durchmesser hatte. Das Aufwinden des an einem starken Tau befestigten Kübels, der 40 Maß Wasser faßte, dauerte beinahe eine Viertelstunde und geschah täglich dreimal. Leider wurde von der Demolierung auch der Brunnen mit betroffen und bis zu einer Tiefe von 400 Fuß verschüttet. Da die Besucher des Berges sich ein Vergnügen daraus machten, Sand und Steine in den Schacht zu werfen, nahm seine Tiefe rasch
ab […].“

Der Brunnen wurde 1885 vollständig verschüttet, nachdem die Tiefe 1855 nur noch 62 Fuß betrug und Mauerwerk von oben nachzustürzen drohte.

## Sagen
Einstmals wurde im Verlies der Burg Regenstein eine der schönsten Jungfrauen des Landes gefangengehalten, weil sie die Liebe des Grafen von Regenstein verschmähte. Mit einem Diamantring kratzte sie einen Spalt in den Fels, welcher nach einem Jahr so groß war, dass sie hindurchkriechen und fliehen konnte. Nach ihrer Flucht kehrte sie mit ihren Angehörigen auf die Burg zurück, doch der Graf war verschwunden. Wenig später bemerkte sie, dass aus einem Spalt in einer Felswand dicker Qualm hervorquoll. Als sie hindurchsah, erblickte sie den Grafen im Fegefeuer. Da warf sie ihm aus Mitleid ihren Ring zu, um den Geist des Grafen zur Ruhe kommen zu lassen.
Außerdem gibt es von Ludwig Bechstein die anders lautende Sage „Der Brunnengeist auf Regenstein“.

## Tourismus
Die touristische Nutzung des Burggeländes begann mit der Eröffnung des ersten Gastronomiebetriebes im Jahre 1812. Die Burgruine ist beliebtes Ausflugsziel. Jedes Jahr finden ein Ritterspiel und ein Garnisonsfest statt. Sie ist als Nr. 80 in das System der Stempelstellen der Harzer Wandernadel einbezogen. Bis 2015 gab es vor Ort eine Falknerei, die im Folgejahr in den Unterharz nach Güntersberge zog.
Der Felsen war auch lange Zeit ein viel besuchtes Klettergebiet.
Seit Frühjahr 2017 ist die Panorama-Gaststätte an der Burg geschlossen und soll zu einem Haus des Gastes umgestaltet werden. Stattdessen besteht ein Imbiss.
Auf dem Burggelände steht freies WLAN zur Verfügung. An Infotafeln befinden sich QR-Codes, mit denen man sich Informationen zum jeweiligen Punkt anhören kann.
Jährliche Veranstaltungen auf dem Regenstein sind das Wikingerfest am Osterwochenende und das Mittelalterfest im Sommer.

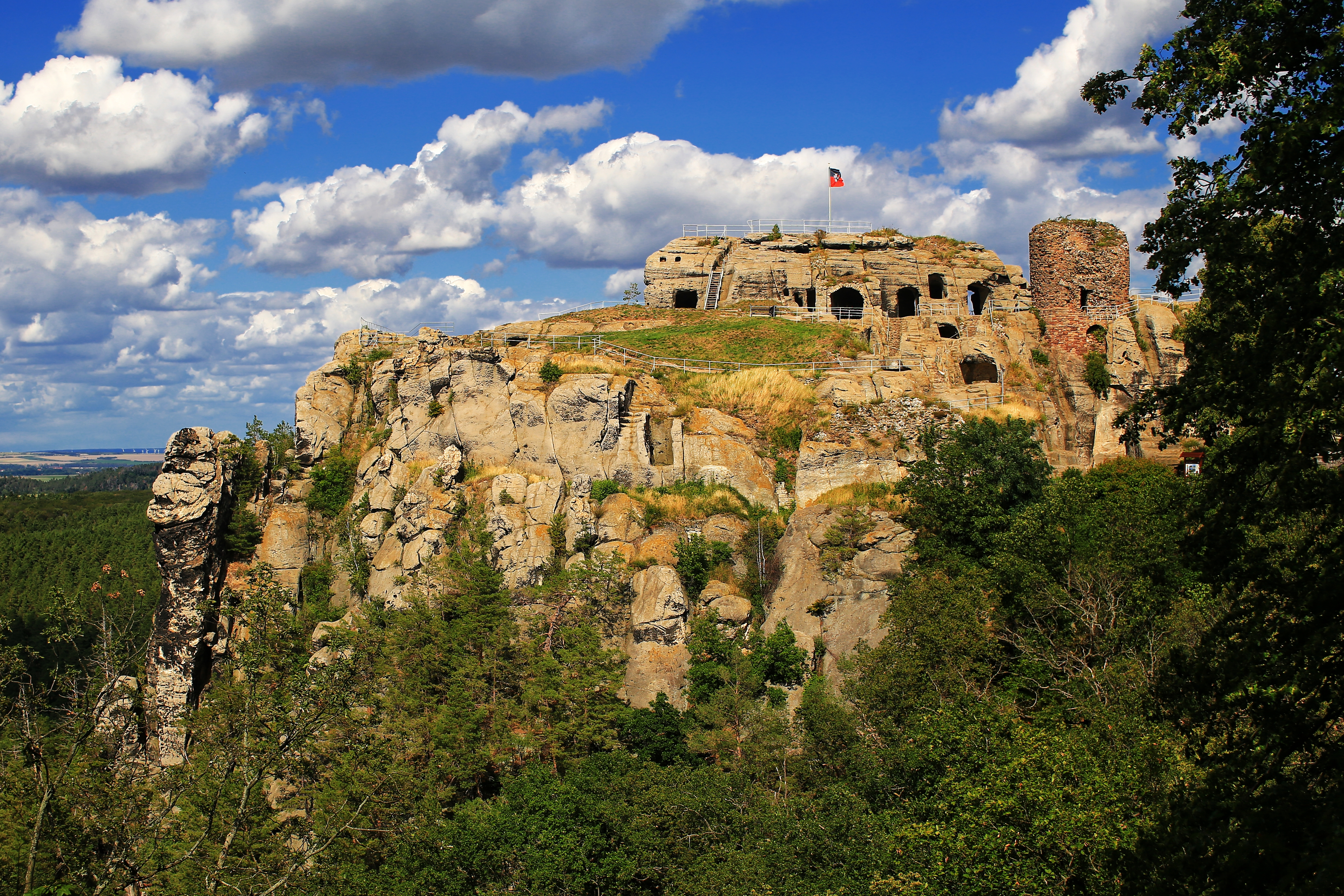
Sogenannter Merianblick zur Burgruine Regenstein
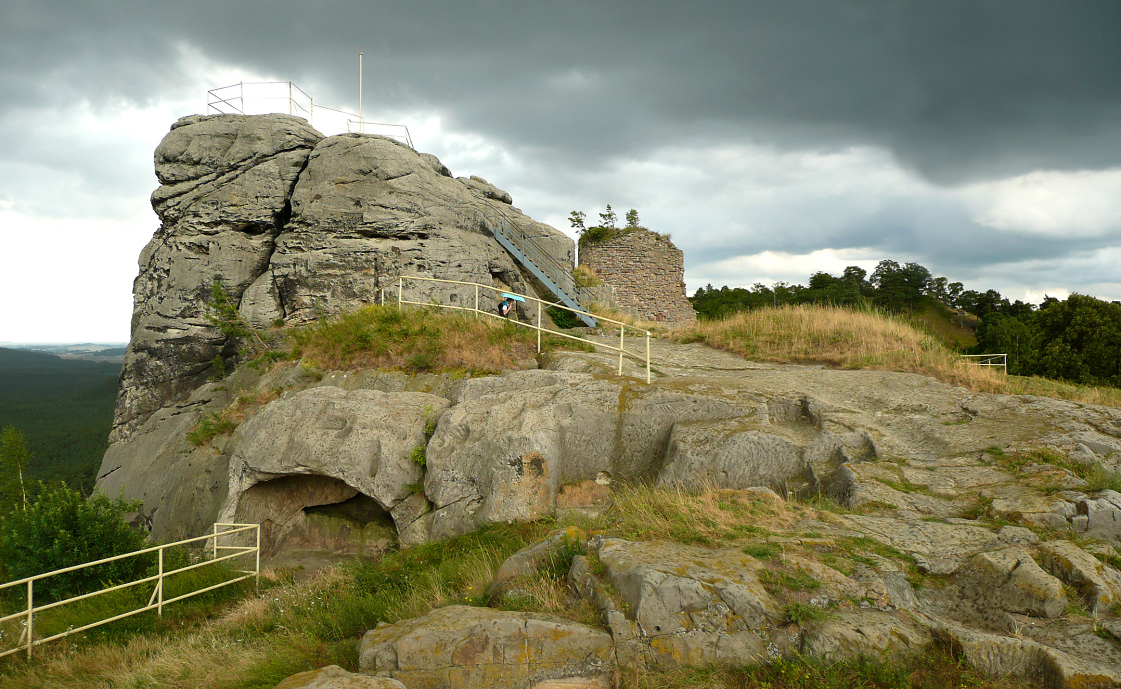
Kernburg
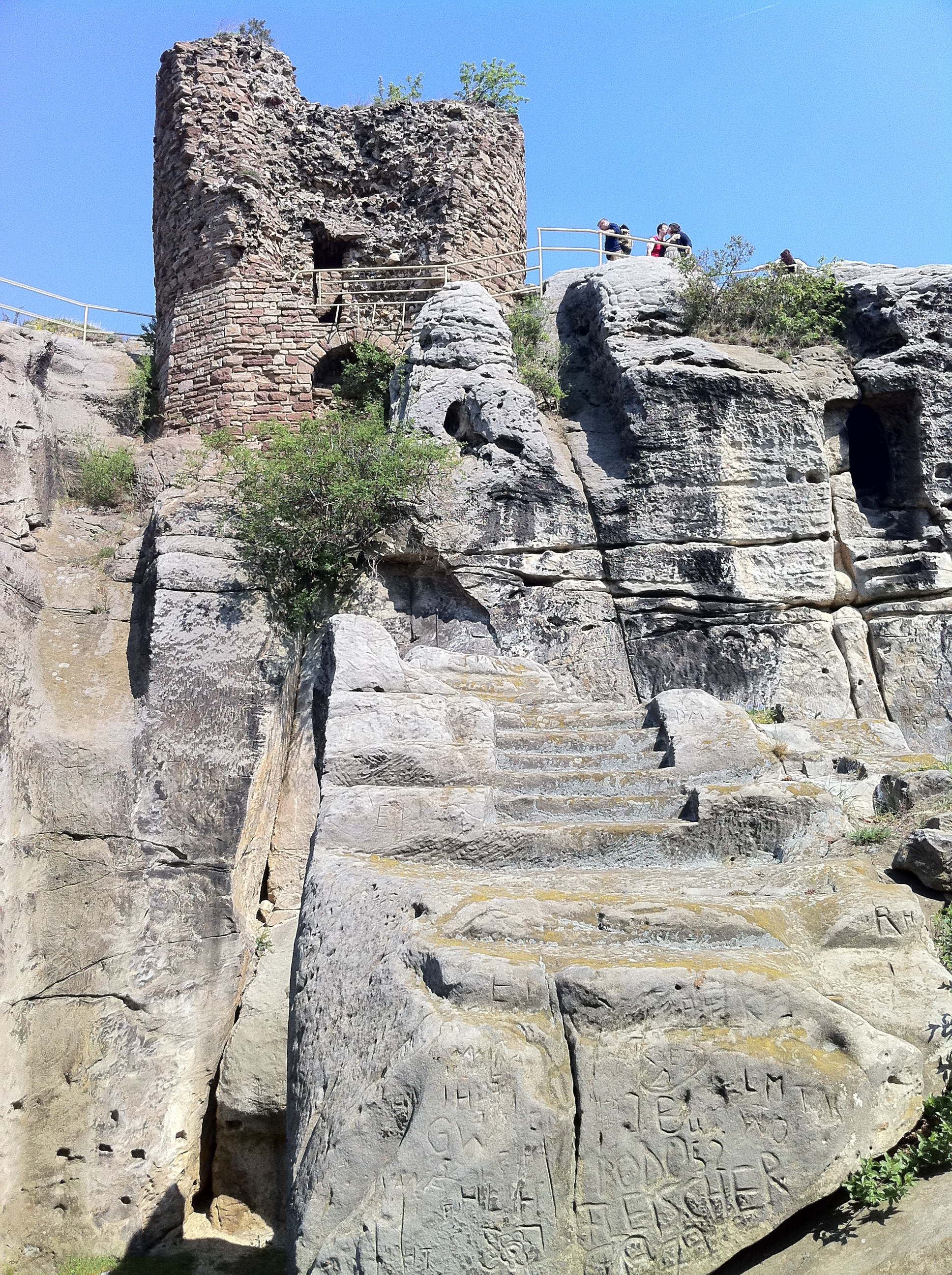
Bergfried auf Felsen
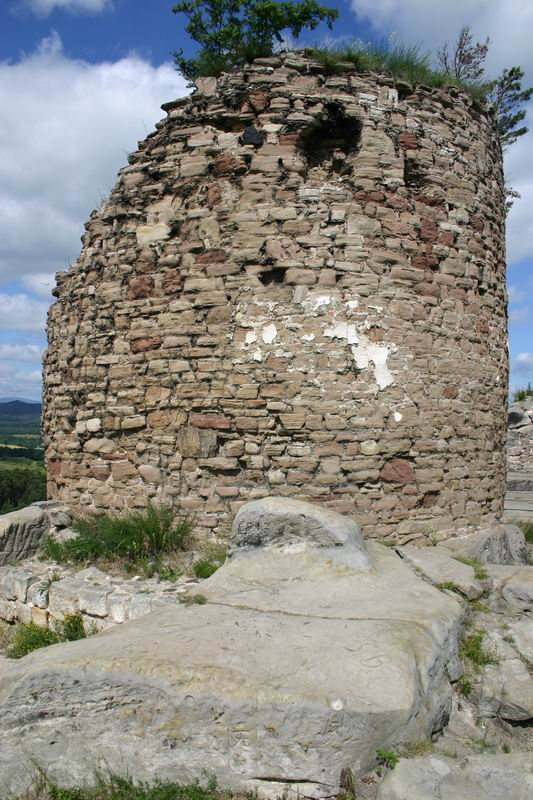
Bergfried
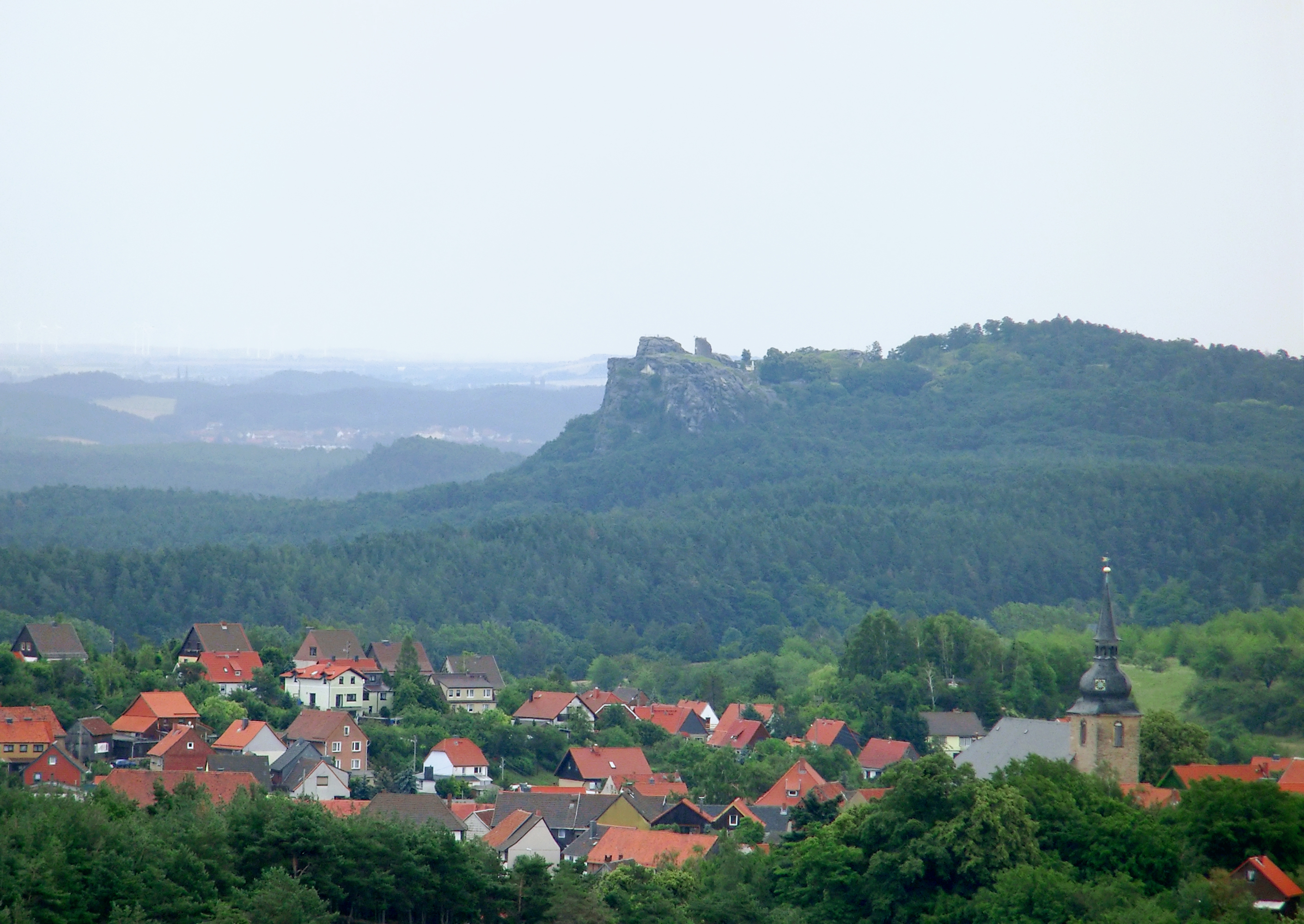
Blick vom Ziegenberg ostsüdostwärts über Heimburg hinweg zum Regenstein
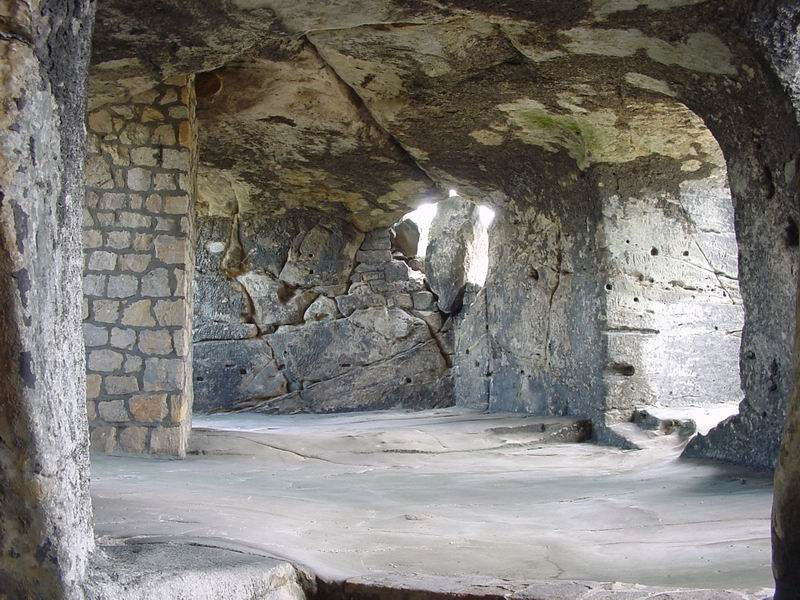
In Felsen gehauener Raum der Kernburg
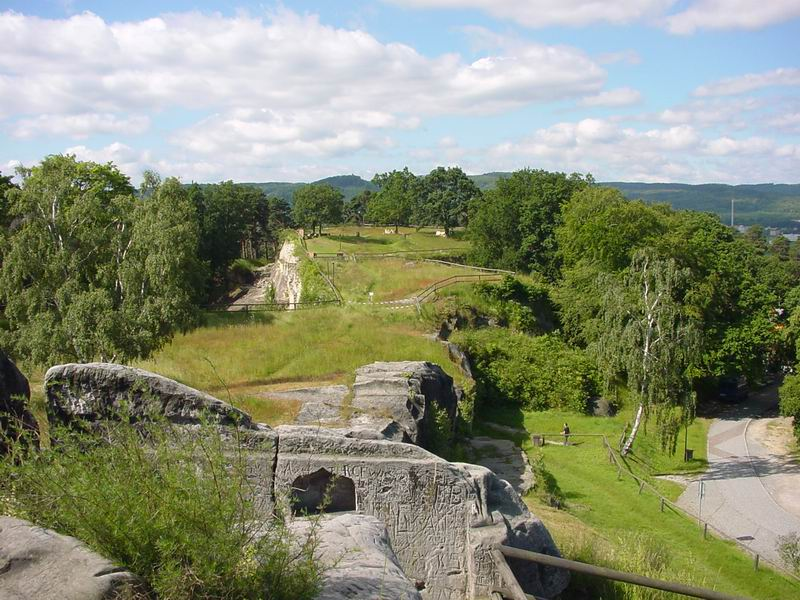
Blick über das Burggelände zur Scharfen Ecke
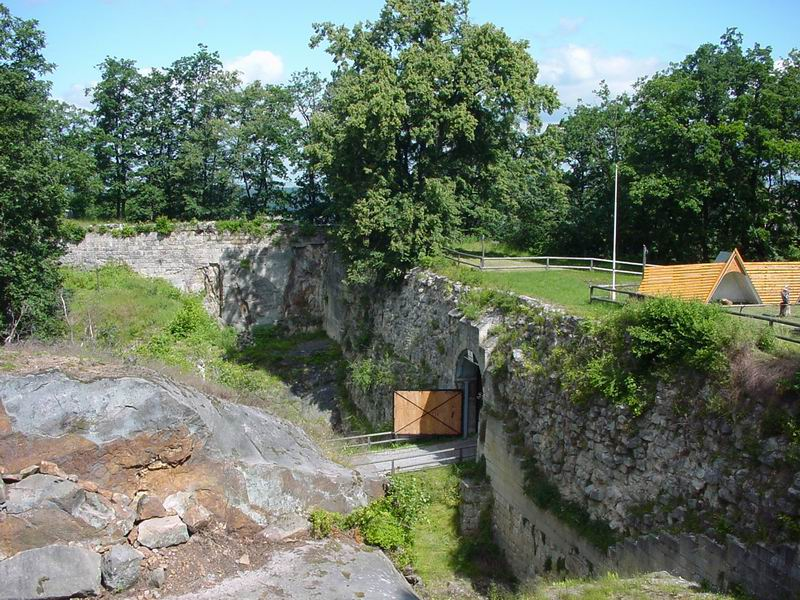
Festungsgraben und Festungstor